# Šúdra
Šúdra, v sanskrtu शूद्र śūdra, je čtvrtá a nejnižší ze čtyř tradičních indických společenských skupin zvaných varny. Tradičně sestává ze zemědělských dělníků, řemeslníků a příslušníků dalších povolání jsou například kejklíři, hudebníci, rybáři, lovci nebo psovodi. Na rozdíl od členů tří vyšších varn nejsou šúdrové označováni jako dvídža „dvakrát zrození“ a nesmí sloužit obřad upanadžana, kterým se zasvěcuje do studia védů. Mezi samotnými šúdry pak existují rozdíly v postavení, někteří vlastní půdu a jsou považováni za rituálně čisté, jiní jako umývači, koželuzi, ševci a metaři jsou považováni za nečisté. Některé kšatrijské a vaišjovské rodiny byly původně šúdrovské. Podle tradičního pojetí se šúdrové zrodili z chodidel Puruši.
Keltisté Alwynn Reese a Brinley Reese šúdry přirovnávající k čtvrté třídě zmiňované Varrem v Římě zahrnující řemeslníky, kejklíře, boxery, stopaře, lovce, běžce a sběrače ovoce, a ke čtvrté třídě nevolníků ve starém Irsku. Ta zahrnovala kromě zemědělských nevolníků také hudebníky a zpěváky, jezdce, vozataje, vozky a další lidi ve služebném poměru.